# Furcula japonica
Furcula japonica är en fjärilsart som beskrevs av Karl Grünberg 1912. Furcula japonica ingår i släktet Furcula och familjen tandspinnare. Inga underarter finns listade i Catalogue of Life.